# 目黒山形関係資料
目黒山形関係資料（めぐろやまがたかんけいしりょう）は、寛文5年（1665年）に製作された立体地形模型とその関連資料。愛媛県北宇和郡松野町に現存する、藩政時代に作成された鬼ヶ城山系の立体模型と絵図面である。平成19年（2007年）、文部科学大臣より国の重要文化財の指定を受けた（歴史資料部門では愛媛県内初）。現在「目黒ふるさと館」に保管展示されている。宗教法人建徳寺（松野町目黒）所有。

## 概要
昭和39年（1964年）頃、建徳寺より松野町に山形模型が保存されていることが報告された。これは、寛文5年（1665年）、吉田藩領と宇和島藩領の境界争いの裁定のために製作されたもので、当時の町見師（測量師）と大工によって作られた、模型はその下に敷く敷絵図とともに伝来し、縦190.0cm×横262.1cm、高さ21cm。6つに分割が可能である。縮尺は約5900分の1。
以下の物件が一括で重要文化財に指定されている。
- 目黒山形資料
  - 目黒山形並敷絵図 1基、1鋪
  - 裁許絵図 1鋪
  - 文書・記録類 207点

## 歴史
- 明暦4年（1658年） 目黒村（吉田藩）と次郎丸村（宇和島藩）との間で山境争い起こる。
- 万治4年（1661年） 両藩の争いに発展する。
- 寛文4年（1664年） 目黒村庄屋長左衛門、幕府寺社奉行に直訴。寺社奉行は訴えを受理、紛争地の絵図面の提出を命令。
- 寛文5年（1665年） 山形模型関係資料提出、決裁が下される。

## その他
昭和53年（1978年）、小説家の司馬遼太郎が当地を訪れ、山形模型を見て驚き、それらが作られた経緯を紀行文集『街道をゆく 南伊予・西土佐の道』に掲載する。当時は町の文化財の指定を受けているだけで、県の有形文化財指定を受けたのは平成14年（2002年）の事である。

## 関連書籍
- 『街道をゆく 南伊予・西土佐の道』司馬遼太郎